# 함수 발생기

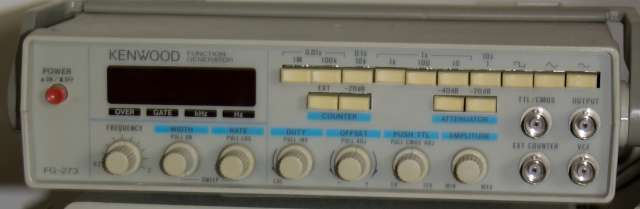
간단한 아날로그 함수 발생기, circa 1990

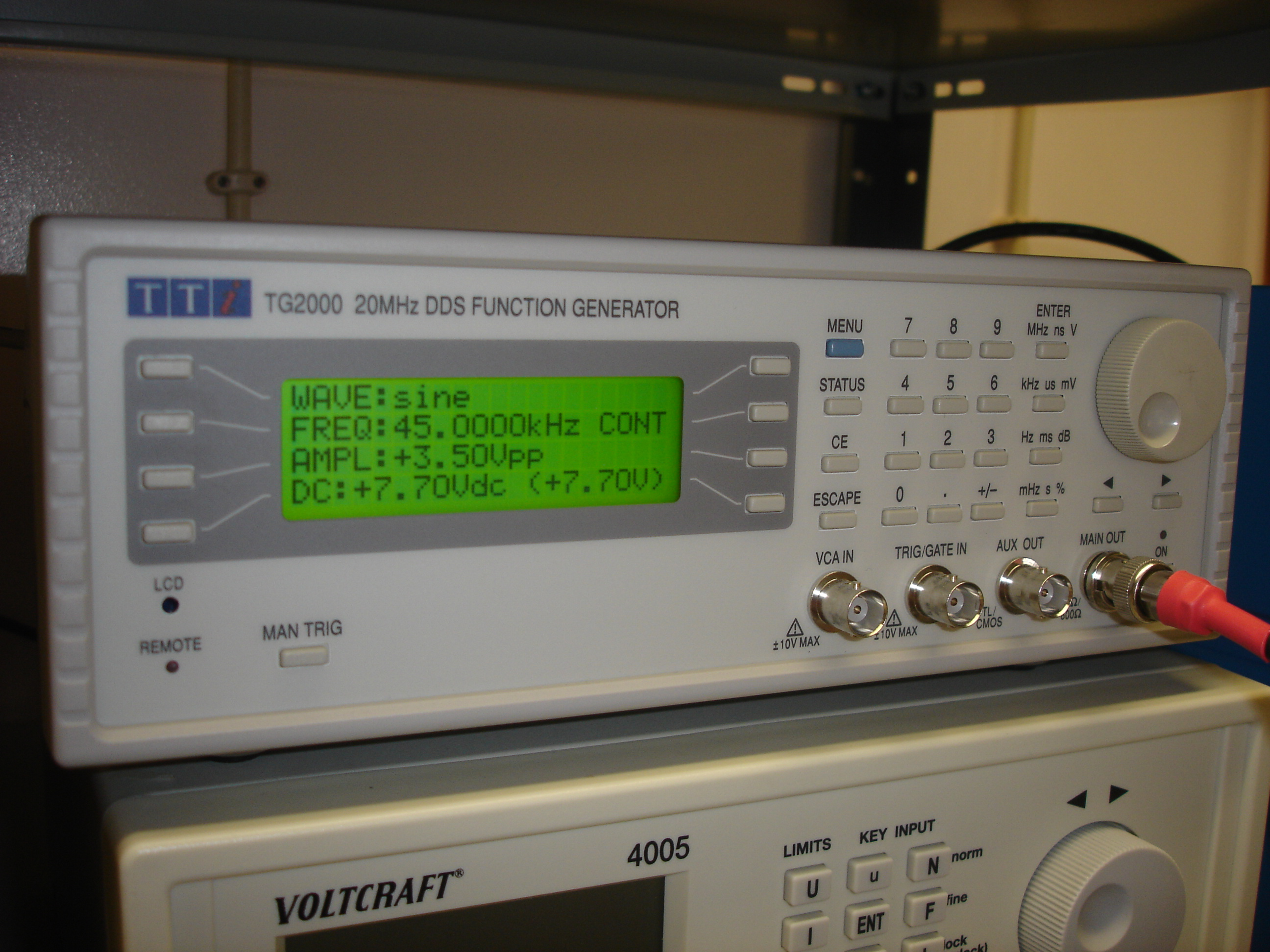
DDS 함수 발생기

함수 발생기(函數發生機, Function generator)는 전자 시험 장비 혹은 소프트웨어의 한 종류로, 전자 신호인 파형을 발생시키기 위한 장치이다.
가장 일반적인 파형으로는 사인파(sine), 방형파(square), 삼각파(triangular), 톱니파(sawtooth) 등이 있다. 보통 주기적 신호를 만들어 내는데 사용한다. 고성능의 장비로는 컴퓨터와 연결하여 단발성 파형등을 만들기도 한다.
전자공학 실험에서 실험용 신호가 필요할 경우 유용하다. 각 모듈별 실험을 할 경우나 기타 디버깅용 신호를 입력할 때 신뢰성 있는 신호로 사용할 수 있다.
신호의 모양과 요소를 변화할 수 있도록 다양한 옵션을 설정할 수 있다.
보통 함수 발생기는 저주파 대역을 담당하는 경우와 RF, 마이크로웨이브 신호를 만드는 신호 발생기(signal generator)와 대조적이다. 고주파 영역의 신호를 만드는 과정은 신호를 만드는 소자들이 다르므로 좀 더 고가 장비로 나누어 만들어진다.

## 발생 함수
가장 일반적인 파형은 사인파, 방형파, 삼각파, 톱니파 등이며 장비에 따라 다른 신호를 만들기도 한다. 기본적인 신호는 AC 신호이므로 여기에 DC 성분을 추가하기도 한다.

발생 파형의 종류.

### 사인파
사인파는 단일주파수 성분을 갖는 신호이다. 따라서 증폭기나 RF 신호 처리를 하는 경우 단일 주파수 응답을 볼때 많이 사용한다.

### 방형파
방형파 응용 예로, 디지털 회로에서 클럭이 필요할 경우 방형파를 클럭으로 사용할 수 있다. 클럭 신호는 로직의 게이트에 입력할 때는 DC 성분이 필요하다. 함수 발생기에서 발생되는 신호는 AC 신호로 0V을 기준으로 +전압과 -전압을 갖는 신호를 발생 시킨다. 따라서 클럭으로 사용하려면 오프셋(OFFSET) 설정을 통해 음전압을 없애야 한다.
5V 클럭 신호 발생 시 설정 예 :
1. 파형 종류 : 방형파
2. 전압  : 2.5V
3. 주파수 : 원하는 주파수 설정
4. 오프셋  : 100% 또는 2.5V

설정한다

## 발생 파라메터
발생 시 변경될 수 있는 요소는 여러 가지 있다:
- 파형 종류
- 전압
- 주파수
- 오프셋
- 듀티비

등의 요소들을 설정함으로써 원하는 파형을 얻을 수 있다.

## 같이 보기
- 전자 악기